# Dréan
Dréan  (em árabe الدرعان) é uma pequena localidade costeira da Argélia, situada na província de El Tarf, 25 km ao sul de Annaba. Tem uma população de cerca de 40 mil habitantes.
Durante a ocupação francesa o nome da localidade era Mondovi. É o local de nascimento do escritor Albert Camus (1913-1960), Prêmio Nobel da Literatura de 1957.